# Gllogjan (Peja)
Gllogjan (albanisch auch Gllogjani, serbisch Глођане Glođane) ist ein Dorf in der kosovarischen Gemeinde Peja.

## Lage
Das Dorf liegt neun Kilometer (Luftlinie) südwestlich von Klina in der Region Lugu i Baranit. Etwa einen Kilometer südlich verläuft der Fluss Bistrica e Deçanit. Die Nachbarorte sind:
| Rosule    | Dugajeve                                    | Bokshiq |
| Kosuriq   | Kompassrose, die auf Nachbargemeinden zeigt | Qeskove |
| Llugaxhia | Jabllanica                                  | Nepola  |

## Geschichte
Gllogjan war während des Kosovokrieges ein wichtiger und strategischer Punkt der kosovarischen Befreiungsarmee UÇK.

## Bevölkerung
Die Volkszählung in der Republik Kosovo vom 1. April 2011 ergab, dass im Dorf Gllogjan 422 Menschen wohnten, die sich zu etwa 96 % als Albaner bezeichneten.
| Volkszählung | 1948 | 1953 | 1961 | 1971 | 1981 | 1991 | 2011 |
| ------------ | ---- | ---- | ---- | ---- | ---- | ---- | ---- |
| Einwohner    | 441  | 448  | 515  | 640  | 718  | 768  | 422  |